# Långholmen
Långholmen est une île et un quartier du district de Södermalm à Stockholm en Suède,,.

## Géographie
Långholmen est une île du centre-ville de Stockholm située entre les îles de Södermalm et Kungsholmen. 
Långholmen forme dès 1933 son propre quartier. Elle mesure 1 380 mètres de long et 405 mètres de large et a une superficie de 36 hectares.
Entre Södermalm et l'est de Långholmen s'étend le détroit de Pålsundet. Le canal de Långholm sépare l'ouest de Långholmen de Reimersholme. 
Le Västerbron s'étend à travers Långholmen avant de continuer vers Södermalm. 
L'île elle-même est accessible via deux ponts :
- le Pålsundsbron (pont de Pålsund en français) à l'est
- le Långholmsbron (pont de Långholm en français) à l'ouest.

Elle est en grande partie non bâtie et est couverte de végétation plus ou moins dense. C'est un lieu de balade et de pique-nique apprécié, et ses petites plages sont souvent bondées en été. Jusqu'en 1975, elle abritait une prison, maintenant transformée en hôtel et auberge de jeunesse.

## Flore
L'île était à l'origine rocheuse et aride, mais au XIXe siècle, des prisonniers ont été chargés de la couvrir avec de la boue de dragage des cours d'eau à proximité. Après quelques années, le sol fertile, avait fait de l'île un jardin luxuriant avec de la flore exotique, composée de diverses graines, accidentellement introduites et propagées par les navires marchands étrangers, passés par l'île. Cette particularité persiste toujours aujourd'hui.

## Histoire
Långholmen a été pendant de nombreuses années l'île-prison de Stockholm.
A Långholmen, jusqu'en 1975, se trouvait la prison de Långholmen et au XVIIIe siècle et au début du XIXe siècle la prison pour femmes de Långholmen (sv).
L'île abrite également le chantier naval Mälarvarvet (sv), datant des années 1680. 
Aujourd'hui, les anciennes prisons de Långholmen abritent, entre autres, un hôtel, une auberge, un lycée, une école maternelle, des logements et des locaux d'artisanat. 
Långholmen compte environ 125 résidents permanents.

## Bâtiments de Långholmen
| Image | Nom                         | Const.     | Type                 | Constructeur                          | Architecte         |
| ----- | --------------------------- | ---------- | -------------------- | ------------------------------------- | ------------------ |
|       | Alstavik                    | 1670       | Malmgård             | Jochum Ahlstedt                       |                    |
|       | Centralvakten               | 1859       | Caserne              | Service correctionnel                 | Carl Fredrik Hjelm |
|       | Kronohäktet                 | 1867       | Prison               | Fångvårdsstyrelsen                    | Carl Fredrik Hjelm |
|       | Direktörsvillan             | 1914       | Villa                | Fångvårdsstyrelsen                    | Gustaf Lindgren    |
|       | Fasta paviljongen           | 1915       | Prison               | Fångvårdsstyrelsen                    |                    |
|       | Fyrkanten                   | 1780       | Étable               | Prison pour femmes (sv)               |                    |
|       | Fördärvet                   | 1743       | Bostadshus           | Långholmsvarvet                       |                    |
|       | Gråbo                       | 1924       | Immeuble résidentiel | Fångvårdsstyrelsen                    | Gustaf Lindgren    |
|       | Karlshälls gård             | 1838       | Malmgård             | Carl Modéen                           | Magnus Isæus       |
|       | Långholmens centralfängelse | 1880       | Cellfängelse         | Fångvårdsstyrelsen                    | W.T. Anckarsvärd   |
|       | Prison pour femmes (sv)     | 1724       | Prison               | Kommerskollegiet Fattigvårdsstyrelsen |                    |
|       | Riddarhuset                 | 1730       | Fängelsekyrka        | Prison pour femmes (sv)               |                    |
|       | Stora Henriksvik            | 1690-1700  | Poste de péage       | Stockholm                             | J.E. Carlberg      |
|       | Knapersta                   | 1700, 1830 | Résidence            | Immanuel Nobel                        |                    |
|       | Sjötullen                   | 1764       | Villa                | Olof Bäckelin                         |                    |
|       | Sofieberg                   | 1800       | Villa estivale       |                                       |                    |
|       | Tvättstugan                 | 1882       | Buanderie            | Prison centrale de Långholmen         |                    |
|       | Underofficershuset          | 1762       | Divers               | Prison pour femmes                    |                    |